# Яков Штейнберг
Яков Штейнберг (івр. יעקב שטיינברג; нар. 1 вересня 1887, Біла Церква, поблизу Києва  — пом. 22 червня 1947, Тель-Авів-Яфо, Підмандатна Палестина) — єврейський поет, прозаїк, есеїст епохи «літератури національного відродження».

## Біографія
Яків Штейнберг народився в єврейській сім'ї у місті Біла Церква, здобув традиційну освіту в хедері та єшиві. У 1901 році приїхав до Одеси, де був прийнятий до кола інтелектуалів єврейського літературного гуртка, які збиралися у Хаїма Бялика. У 1903 році вирушив до Варшави, яка була на той час найбільшим єврейським літературним центром, де працював у редакціях різних єврейських газет, опинившись у колі таких знаменитих єврейських митців, як Іцхак Лейбуш Перец і Давид Фрішман. У 1908 році поїхав до Швейцарії, бажаючи здобути медичну освіту, проте завершити навчання не вдалося. У 1909 році Яків Штейнберг повернувся до Варшави, де до 1914 року працював у єврейських редакціях. Там публікував вірші, прозу на їдиш та івриті. У 1914 році переїхав до Палестини, жив завдяки праці на літературній ниві, а саме: публікував вірші на івриті, займався творчим перекладом. У 1921 році відвідав Берлін, де познайомився з майбутньою дружиною — Лізою Арлозоровою, сестрою відомого письменника та лідера сіоністського руху Хаїма Арлозорова. Він залишився в Тель-Авіві до кінця свого життя, хоча недовго прожив у Берліні в 1920-х роках. Отримав Премію Бялика у 1937 році.

## Творчість
Перша публікація — вірші для дітей у тижневику «Олам катан» (1901, 1903). Із 1903 року публікував вірші в «Га-Шілоах» та інших періодичних виданнях на івриті. У Варшаві випустив дві поетичні збірки: «Бдідут» («Самотність», 1906) та «Сефер га-сатірот» («Книга сатир», 1910). Також одночасно публікував вірші та оповідання на ідиш, які були зібрані в книгу «Гезамлте шрифт» («Вибране», Варшава, 1909). Після переїзду до Ізраїлю з ідейних міркувань перестав писати на їдиш. Єдина поема на івриті — «Маса Авшалом» («Подорож Авесалома», 1914—1915), яка була багато в чому автобіографічною.
У ранніх творах Штейнберга явно відчувається вплив Бялика та російського романтизму. У пізніх вже простежуються риси російського та французького символізму. Яків Штейнберг спочатку був двомовним письменником, але потім відмовився від їдиш з ідеологічних міркувань і писав лише на івриті.
Постійний мотив його оповідань — невтомна пристрасть, що пригнічується суворими заборонами. Часто порушуються проблеми шлюбу в традиційних єврейських сім'ях, досить значними є жіночі образи. Найвідоміші твори з доробку митця — оповідання «Сліпа» (1913) і «Дочка рабина» (1914).

### «Сліпа»
Оповідання, написане 1913 року на їдиш, а 1923 року вперше опубліковане на івриті. У центрі сюжету — доля сліпої дівчини із традиційної єврейської родини, яка виходить заміж за невідомого їй чоловіка. Сім'я говорить неправду героїні про її майбутнього чоловіка, описуючи його як молодого вдівця і торговця тютюном. Насправді ж він виявляється вже літнім могильником, до того ж грубою і жорстокою людиною. Незабаром після народження дитини дівчина дізнається про страшну епідемію, що вирує в окрузі, а потім розуміє, що її дитина — хвора. Старий могильник не зважає на благання дівчини про допомогу, і дитина вмирає.

### «Дочка рабина»
Це оповідання, написане 1914 року. Головною героїнею твору є Сара — дочка рабина, для якої сім'я обирає відповідного нареченого — Берла, власника тютюнової лавки. Між юнаком та дівчиною відразу спалахують бурхливі почуття, і вони вступають у зв'язок задовго до весілля. Сара намагається умовити батьків перенести весілля на більш ранній термін, а потім розповідає про свою ганьбу бездітній селянці Уляні, яка пропонує Сарі прийти до неї додому в суботу вдень. Сара просить Берла супроводити її через квартал гоїв до будинку Уляни, але той з вигаданого приводу їде з міста. Боячись йти одна через повний недружніх хлопчаків і злих собак квартал, Уляна наважується накласти на себе руки.

## Життя в Ізраїлі
Після переїзду до Палестини Штейнберг почав написання есе, присвяченим Біблії і Талмуду. У роки Другої Світової Війни писав про тяжку долю єврейського народу. Перекладав на іврит твори класиків світової літератури. З 1942 року і до кінця життя працював у редакції органу спілки івритських письменників ішува, щомісячного журналу «Терези».

## Вибрані твори
- «Бдідут» («Самотність», Варшава, 1906) — збірка віршів
- «Гезамлте шрифтн» («Вибране», Варшава, 1909) — збірка віршів та оповідань на ідиш
- «Сефер га-сатірот» («Книга сатир», Варшава, 1910) — збірка віршів
- «Русланд» («Росія», 1914) — поема
- «Бат га-рав» («Дочка рабина», 1914) — оповідання (російською мовою)
- «Маса Авшалом» («Подорож Авесалома», 1914—1915) — поема
- «Мот га-зкена» («Смерть старої», 1918) — оповідання
- «Бейн злив га-кесеф» («Серед сріблястих беріз», 1919) — оповідання
- «Місхакім» («Ігри», 1919) — оповідання
- «Га-цаїф га-адом» («Червоний шарф», 1919) — оповідання
- «Га-іверет» («Сліпа», 1913, ідиш, у збірці 1923 — івритом) — оповідання (російською мовою)